# Liste der Naturdenkmale in Hattingen
Die Liste der Naturdenkmale in Hattingen enthält die Naturdenkmale in Hattingen, Ennepe-Ruhr-Kreis.
Naturdenkmale sind nach § 28 Bundesnaturschutzgesetz (BNatschG) rechtsverbindlich festgesetzte Einzelschöpfungen der Natur oder entsprechende Flächen bis zu fünf Hektar, deren besonderer Schutz erforderlich ist
1. aus wissenschaftlichen, naturgeschichtlichen oder landeskundlichen Gründen oder
2. wegen ihrer Seltenheit, Eigenart oder Schönheit.

Die Beseitigung des Naturdenkmals sowie alle Handlungen, die zu einer Zerstörung, Beschädigung oder Veränderung des Naturdenkmals führen können, sind nach Maßgabe näherer Bestimmungen verboten.
Für das Gebiet des Ennepe-Ruhr-Kreises wurden gemäß § 16 Abs. 3 Landschaftsgesetz (LG) vier Landschaftspläne aufgestellt, die das Kreisgebiet flächendeckend erfassen:
1. Landschaftsplan für Witten, Wetter, Herdecke (rechtsgültig seit 25. November 1984)[1]
2. Landschaftsplan für Breckerfeld (rechtsgültig seit 1. Juni 1990)
3. Landschaftsplan für Hattingen und Sprockhövel (rechtsgültig seit 15. August 1998)[2]
4. Landschaftsplan für Ennepetal, Gevelsberg und Schwelm (2010)[3]

## Liste
Texte aus der Festsetzung übernommen.
| Festsetzungsnummer | Objekt                                                               | Lage | Beschreibung | Koordinaten                 | Bild           |
| ------------------ | -------------------------------------------------------------------- | --- | --- | --------------------------- | -------------- |
| 3.3.1              | entfällt                                                             | | |                             |                |
| 3.3.2              | entfällt                                                             | | |                             |                |
| 3.3.3              | entfällt                                                             | | |                             |                |
| 3.3.4              | Rotbuche (Fagus sylvatica)                                           | Hattingen-Niederwenigern in der Gabelung zwischen der Lange Straße und "Auf der Hauve".                                                                                           | Zweistämmiger Baum in exponierter Lage. Stammumfänge 294 cm und 311 cm. |                             |                |
| 3.3.5              | Hainbuche (Carpinus betulus)                                         | Hattingen-Niederwenigern, südlich der Straße "Auf der Hauve". | Zweistämmiger Baum mit besonders schöner Krone. Stammumfänge 173 cm und 206 cm. |                             |                |
| 3.3.6              | Stieleiche (Quercus robur)                                           | Hattingen-Niederwenigern an der Nordseite der Straße "Am Bahrenberg". | Baum an freiem, exponiertem Standort mit einem Stammumfang von 300 cm. Besonders gliedernd und belebend. |                             |                |
| 3.3.7              | Roßkastanie (Aesculus hippocastanum)                                 | Hattingen, Bereich Winz, im Vorgarten des Grundstückes Nr. 51 an der Straße "Auf dem Felde".                                                                                      | Mächtiger Baum mit einem Stammumfang von 405 cm. |                             |                |
| 3.3.8              | Gemeine Esche (Fraxinus excelsior)                                   | Hattingen, Bereich Winz, auf dem Grundstück Nr. 104 an der Königsteiner Straße auf der Wiese hinter dem Hofgebäude.                                                               | Freistehender Baum mit besonders schöner Krone und einem Stammumfang von 277 cm. |                             |                |
| 3.3.9              | Steinbruch in Hattingen                                              | Bereich Winzermark, zwischen Buschstraße und Kohlenstraße. | Aufgelassener Steinbruch, Gesamtlänge der Felswände ca. 300 m, Höhe ca. 20 m. Steinbruchsohle wird als Betriebsfläche für den Recyclingbetrieb Keßler genutzt. Der Aufschluss ist im GeoschOb-Kataster der LÖLF unter der Nr. 4608-027 näher charakterisiert. |                             |                |
| 3.3.10             | Steinbruch in Hattingen                                              | Bereich Winzermark, an der Tippelstraße. | Aufgelassener Steinbruch mit Felswänden von ca. 130 m Länge und 15 – 20 m Höhe mit geologisch bedeutenden Steinformationen. Die Steinbruchsohle wird als Betriebsfläche des Steinkohlenbetriebes Siepmann genutzt. Im hinteren Teil befindet sich ein Teich mit Amphibienvorkommen. Der Aufschluss ist im GeoschOb-Kataster der LÖLF unter der Nr. 4608-028 näher charakterisiert. |                             |                |
| 3.3.11             | Steinbruch in Hattingen                                              | an der Isenbergstraße. | Flächengröße ca. 3.000 m². Aufgelassener Steinbruch mit einer Höhe von ca. 20 m. Bedeutsamer Aufschluss der Sprockhöveler Schichten. Der Aufschluss ist im GeoschOb-Katasterder LÖLF unter der Nr. 4608-007 näher charakterisiert. |                             |                |
| 3.3.12             | Rotbuche (Fagus sylvatica)                                           | Hattingen, Isenberg vor dem ehemaligen Herrenhaus auf dem Burgruinengelände. | Freistehender Baum in exponierter Lage mit einem Stammumfang von 397 cm. | 51° 23′ 15″ N, 7° 9′ 7″ O   | weitere Bilder |
| 3.3.13             | Aufschluss in Hattingen                                              | Isenberg am Burgfriedneben der Freilichtbühne. | Die Felswand mit deutlich erkennbarer Schichtenfolge ist ca. 90 m lang und ca. 15 m hoch. Der Aufschluss bietet aufgrund seiner exponierten Lage neben Burgruine und Freilichtbühne einen guten Einblick in die geologische Geschichte. | 51° 23′ 13″ N, 7° 9′ 3″ O   | weitere Bilder |
| 3.3.14             | Anstehender Sandstein in Hattingen                                   | nordwestlich der Schulenbergstraße an einem langgezogenen Bergrücken. | Flächengröße ca. 1,3 ha. Die bizarre Sandsteinformation wird durch Wege begrenzt, der größte Teil ist mit Eichen, Buchen und Ilex bewachsen. Hervorzuheben ist die besondere Eigenart dieser Sandsteinformation. |                             |                |
| 3.3.15             | Zwei anstehende Sandsteinformationen                                 | Hattingen, Bereich Sünsbruch auf einem Bergrücken. | Die Formationen mit gut erkennbarer Schichtenfolge sind ca. 150 bzw. 130 m lang. |                             |                |
| 3.3.16             | Steinbruch in Hattingen                                              | Hattingen-Bredenscheid, nördlich der Straße "Im Lichtenbruch". | Die Felswand mit einer Länge von ca. 100 m und einer Höhe von ca. 15 m stellt einen Ausschnitt der oberen Sprockhöveler Schichten dar. Die Steinbruchsohle ist teilweise aufgefüllt und wird größtenteils als gewerbliche Betriebsfläche genutzt. Der Aufschluss ist im GeoschOb-Kataster der LÖLF unter der Nr. 4609-003 näher charakterisiert.                                   |                             |                |
| 3.3.17             | Zwei nebeneinander stehende Blutbuchen (Fagus sylvatica atropunicea) | Hattingen-Blankenstein im "Irrgarten" am Rundweg im südlichen Teil des Parks. | Die Bäume mit Stammumfängen von 306 und 317 cm sind dominierende Elemente im Park. |                             |                |
| 3.3.18             | Blutbuche (Fagus sylvatica atropunicea)                              | Hattingen am Haus Kemnade, südlich des Bauernhauses. | Freistehender Baum mit mächtiger Krone und einem Stammumfang von 313 cm. |                             |                |
| 3.3.19             | entfällt                                                             | | |                             |                |
| 3.3.20             | Roßkastanie (Aesculus hippocastanum)                                 | Hattingen-Niederbredenscheid an der Westseite des Wohnhauses Nr. 44, an der Straße "Im Eggendahl".                                                                                | Der Baum hat einen Stammumfang von 332 cm und eine ausgeprägte Krone. |                             |                |
| 3.3.21             | Sommerlinde (Tilia platyphyllos)                                     | Hattingen-Bredenscheid an der Westseite des Hauses Elfringhauser Straße Nr. 128.                                                                                                  | Baum mit einem Stammumfang von 300 cm. |                             |                |
| 3.3.22             | Sommerlinde (Tilia platyphyllos)                                     | Hattingen-Stüter im Vorgarten des Hauses Nr. 20, an der Straße "Am Stuten". Der mächtige Baum mit einem Stammumfang von 335 cm teilt sich in 3 m Stammhöhe in mehrere Teilstämme. | |                             |                |
| 3.3.23             | entfällt                                                             | | |                             |                |
| 3.3.24             | Rotbuche (Fagus sylvatica)                                           | Hattingen-Stüter an der Straße "Am Stuten", auf der Böschung zwischen Straße und Parkplatz.                                                                                       | Baum mit einem Stammumfang von ca. 370 cm. |                             |                |
| 3.3.25             | Stieleiche (Quercus robur)                                           | Hattingen-Bredenscheid, Hackstückstraße, gegenüber Haus Nr. 69. | Baum mit einem Stammumfang von 350 cm. |                             |                |
| 3.3.26             | Rotbuche (Fagus sylvatica)                                           | Hattingen-Stüter, nördlich der Paasstraße. | Baum mit einem Stammumfang von 346 cm. |                             |                |
| 3.3.27             | Sommerlinde (Tilia platyphyllos)                                     | Hattingen-Stüter, Hackstückstraße 123 vor dem Restaurant "Zum Hackstück". | Baum mit gut ausgeprägter Krone und einem Stammumfang von 356 cm. |                             |                |
| 3.3.35             | Sommerlinde (Tilia platyphyllos)                                     | Hattingen-Elfringhausen im Vorgarten des Hauses Nr. 132, am Höhenweg. | Der Baum mit ausgeprägter Krone hat einen Stammumfang von 300 cm. |                             |                |
| 3.3.36             | Stieleiche (Quercus robur)                                           | Hattingen-Elfringhausen, Felderbachstraße Haus Nr. 24. | Baum mit einem Stammumfang von 285 cm. |                             |                |
| 3.3.37             | entfällt                                                             | | |                             |                |
| 3.3.38             | Hainbuche (Carpinus betulus)                                         | Hattingen-Elfringhausen am Höhenweg, bei Haus Nr. 60, in einem Gehölzstreifen am Straßenrand.                                                                                     | Der Baum mit einem Stammumfang von 255 cm gabelt sich in 4 m Höhe in mehrere Teilstämme. Der Baum zeichnet sich insbesondere durch seine eigenwillige Wuchsform aus. |                             |                |
| 3.3.39             | Zwei Sommerlinden (Tilia platyphyllos)                               | Hattingen-Elfringhausen im Vorgarten des Hauses Höhenweg Nr. 60. Der zweistämmige Baum hat Stammumfänge von ca. 200 cm und 250 cm, der andere Baum einen Stammumfang von 230 cm.  | |                             |                |
| 3.3.40             | Hangdruckquelle                                                      | Hattingen-Elfringhausen, an der Nordseite des Deilbachweges. | In ca. 8 m hoher Felswand. Der Schutz ist insbesondere wegen der Seltenheit, Eigenart und Schönheit der Quelle mit der umgebenden Felswand erforderlich. |                             |                |
| 3.3.41             | Eibe (Taxus baccata)                                                 | Hattingen-Elfringhausen im Garten des Hauses Nr. 57, an der Felderbachstraße. | Seltener Baum mit schönem Habitus mit einem Stammumfang von ca. 290 cm. Der Baum ist lt. Verordnung vom 27. August 1974 bereits als Naturdenkmal Nr. 24 ausgewiesen worden. |                             |                |
| 3.3.42             | Sommerlinde (Tilia platyphyllos)                                     | Hattingen-Elfringhausen vor dem Haus Felderbachstraße Nr. 77. | Baum mit besonders schönem Habitus in exponierter Lage mit einem Stammumfang von 307 cm. | 51° 20′ 7″ N, 7° 10′ 46″ O  |                |
| 3.3.43             | Stieleiche (Quercus robur)                                           | Hattingen-Elfringhausen am Felderbach, an der Ecke zwischen Wanderparkplatz und Zufahrtsweg.                                                                                      | Baum mit einem Stammumfang von 332 cm. |                             |                |
| 3.3.44             | Hainbuche (Carpinus betulus)                                         | Hattingen-Elfringhausen, Felderbachstraße, südlich des Lindenhofes. | Baum mit besonders ausgeprägter Krone mit einem Stammumfang von 215 cm. |                             |                |
| 3.3.45             | entfällt                                                             | | |                             |                |
| 3.3.46             | entfällt                                                             | | |                             |                |
| 3.3.47             | Stieleiche (Quercus robur)                                           | Hattingen-Elfringhausen im Felderbachtal, südlich Hof Bärwinkel. | Freistehender Baum mit einem Stammumfang von 294 cm. | 51° 19′ 43″ N, 7° 11′ 12″ O |                |
| 3.3.48             | Rotbuche (Fagus sylvatica)                                           | Hattingen-Elfringhausen am Rande des Felderbachtales, im Waldrand. | Zweistämmiger Baum ab 1 m Höhe, Basisstammumfang 555 cm, sonst 325 cm und 312 cm. Der Baum ist laut Verordnung vom 27. August 1974 bereits als Naturdenkmal Nr. 26 ausgewiesen worden. |                             |                |
| 3.3.49             | Rotbuche (Fagus sylvatica)                                           | Hattingen-Elfringhausen im Felderbachtal, unterhalb Hof Bärwinkel. | Besonders schöner Baum mit ausgeprägter Krone und einem Stammumfang von 450 cm. |                             |                |
| 3.3.50             | entfällt                                                             | | |                             |                |
| 3.3.51             | Stieleiche (Quercus robur)                                           | Hattingen-Oberstüter am Waldrand, östlich der Oberstüterstraße. | Mächtiger Baum mit einem Stammumfang von 490 cm. Der Baum ist laut Verordnung vom 27. August 1974 bereits als Naturdenkmal Nr. 27 ausgewiesen worden. |                             |                |
| 3.3.52             | entfällt                                                             | | |                             |                |
| 3.3.53             | Stechpalme (Ilex aquifolium)                                         | Hattingen-Oberstüter an der Stöckerstraße. | Die Stechpalme in baumartiger Ausprägung hat einen Stammumfang von 130 cm. Der Baum ist laut Verordnung vom 27. August 1974 bereits als Naturdenkmal Nr. 28 ausgewiesen worden. |                             |                |
| 3.3.54             | entfällt                                                             | | |                             |                |